# Colletes mastochila
Colletes mastochila là một loài Hymenoptera trong họ Colletidae. Loài này được Moure mô tả khoa học năm 1956.